# Schi acrobatic la Jocurile Olimpice de iarnă din 2022 - schi slopestyle (feminin)
Proba de schi acrobatic, schi slopestyle feminin de la Jocurile Olimpice de iarnă din 2022 de la Beijing, China a avut loc pe 13 și 14 februarie 2022 la Genting Snow Park.

## Program
Orele sunt orele Chinei (ora României + 6 ore).
| Dată         | Ora                              | Rundă                                        |
| ------------ | -------------------------------- | -------------------------------------------- |
| 13 februarie | 10:00–10:59                      | Calificări cursa 1 Calificări cursa 2        |
| 14 februarie | 9:30–9:55 9:57–10:22 10:24–10:49 | Finala cursa 1 Finala cursa 2 Finala cursa 3 |

## Calificări
C — Calificată în finală
Primele 12 sportive s-au calificat pentru runda finală.
| Loc | Nr. de concurs | Ordine | Nume                 | Țară                       | Manșa 1 | Manșa 2 | Cel mai bun rezultat | Note |
| --- | -------------- | ------ | -------------------- | -------------------------- | ------- | ------- | -------------------- | ---- |
| 1   | 2              | 4      | Kelly Sildaru        | Estonia                    | 80,96   | 86,15   | 86,15                | C    |
| 2   | 5              | 5      | Johanne Killi        | Norvegia                   | 81,48   | 86,00   | 86,00                | C    |
| 3   | 3              | 1      | Eileen Gu            | China                      | 57,28   | 79,38   | 79,38                | C    |
| 4   | 10             | 14     | Maggie Voisin        | Statele Unite ale Americii | 72,78   | 65,93   | 72,78                | C    |
| 5   | 16             | 27     | Anastasia Tatalina   | COR                        | 63,85   | 72,03   | 72,03                | C    |
| 6   | 9              | 16     | Kirsty Muir          | Marea Britanie             | 70,11   | 63,91   | 70,11                | C    |
| 7   | 12             | 21     | Marin Hamill         | Statele Unite ale Americii | 69,43   | 37,36   | 69,43                | C    |
| 8   | 18             | 12     | Silvia Bertagna      | Italia                     | 65,25   | 68,90   | 68,90                | C    |
| 9   | 1              | 3      | Tess Ledeux          | Franța                     | 22,13   | 68,13   | 68,13                | C    |
| 10  | 14             | 17     | Katie Summerhayes    | Marea Britanie             | 66,56   | 59,11   | 66,56                | C    |
| 11  | 17             | 23     | Olivia Asselin       | Canada                     | 64,68   | 6,75    | 64,68                | C    |
| 12  | 7              | 7      | Mathilde Gremaud     | Elveția                    | 39,41   | 63,46   | 63,46                | C    |
| 13  | 6              | 9      | Megan Oldham         | Canada                     | 6,45    | 63,10   | 63,10                |      |
| 14  | 15             | 13     | Lara Wolf            | Austria                    | 62,56   | 24,38   | 62,56                |      |
| 15  | 24             | 10     | Anni Kärävä          | Finlanda                   | 55,80   | 61,73   | 61,73                |      |
| 16  | 19             | 24     | Margaux Hackett      | Noua Zeelandă              | 54,93   | 37,28   | 54,93                |      |
| 17  | 27             | 20     | Alia Delia Eichinger | Germania                   | 26,45   | 50,68   | 50,68                |      |
| 18  | 20             | 11     | Darian Stevens       | Statele Unite ale Americii | 6,18    | 50,01   | 50,01                |      |
| 19  | 13             | 18     | Sandra Eie           | Norvegia                   | 49,08   | 31,31   | 49,08                |      |
| 20  | 4              | 2      | Sarah Höfflin        | Elveția                    | 35,38   | 48,96   | 48,96                |      |
| 21  | 21             | 15     | Xenia Orlova         | COR                        | 45,31   | 32,20   | 45,31                |      |
| 22  | 28             | 6      | Dominique Ohaco      | Chile                      | 17,28   | 44,85   | 44,85                |      |
| 23  | 26             | 26     | Yang Shuorui         | China                      | 18,46   | 39,05   | 39,05                |      |
| 24  | 25             | 25     | Elisa Maria Nakab    | Italia                     | 8,60    | 32,70   | 32,70                |      |
| 25  | 22             | 8      | Laura Wallner        | Austria                    | 30,36   | 30,70   | 30,70                |      |
| 26  | 29             | 19     | Abi Harrigan         | Australia                  | 16,10   | 26,31   | 26,31                |      |
| 27  | 12             | 22     | Caroline Claire      | Statele Unite ale Americii | NS      | NS      | NS                   | NS   |

## Finala
Marin Hamill s-a calificat în finală, dar nu a mai putut concura din cauza unei accidentări.
| Loc | Nr. de concurs | Ordine | Nume               | Țară                       | Manșa 1 | Manșa 2 | Manșa 3 | Cel mai bun rezultat |
| --- | -------------- | ------ | ------------------ | -------------------------- | ------- | ------- | ------- | -------------------- |
| 1   | 7              | 1      | Mathilde Gremaud   | Elveția                    | 1,10    | 86,56   | 46,96   | 86,56                |
| 2   | 3              | 10     | Eileen Gu          | China                      | 69,90   | 16,98   | 86,23   | 86,23                |
| 3   | 2              | 12     | Kelly Sildaru      | Estonia                    | 82,06   | 46,71   | 78,75   | 82,06                |
| 4   | 16             | 8      | Anastasia Tatalina | COR                        | 39,38   | 74,16   | 75,51   | 75,51                |
| 5   | 10             | 9      | Maggie Voisin      | Statele Unite ale Americii | 35,48   | 74,28   | 66,03   | 74,28                |
| 6   | 5              | 11     | Johanne Killi      | Norvegia                   | 24,86   | 73,11   | 71,78   | 73,11                |
| 7   | 1              | 4      | Tess Ledeux        | Franța                     | 72,91   | 23,08   | 28,81   | 72,91                |
| 8   | 9              | 7      | Kirsty Muir        | Marea Britanie             | 41,86   | 71,30   | 69,21   | 71,30                |
| 9   | 14             | 3      | Katie Summerhayes  | Marea Britanie             | 60,01   | 64,75   | 23,31   | 64,75                |
| 10  | 18             | 5      | Silvia Bertagna    | Italia                     | 48,50   | 61,85   | 7,83    | 61,85                |
| 11  | 17             | 2      | Olivia Asselin     | Canada                     | 16,83   | NS      | NS      | 16,83                |
| 12  | 12             | 6      | Marin Hamill       | Statele Unite ale Americii | NS      | NS      | NS      | NS                   |